# Sulle ceneri del passato
Creaking Stairs è un film muto del 1919 scritto e diretto da Rupert Julian che ne firma il soggetto sceneggiato da Evelyn Campbell. Prodotto e distribuito dall'Universal Film Manufacturing Company, il film fu interpretato da Mary MacLaren, Herbert Prior, Jack Mulhall, Clarissa Selwynne, Lucretia Harris.

## Trama
Dearie Lane, dopo aver avuto una relazione con Mark Winfield, respinge Fred Millard che la vuole sposare, non ritenendosi degna di lui. Dopo avergli confessato i suoi trascorsi, Fred la perdona e i due si sposano. Il matrimonio è felice, anche se la coppia vive modestamente. Ma, un giorno, il passato ritorna: scoprono che il loro padrone di casa è Winfield, che va da Dearie a riscuotere il pagamento dell'affitto con intenzioni disonorevoli. L'uomo, però, durante la visita, ha un attacco di cuore che lo uccide. Non sapendo che fare e temendo che il marito possa pensare che lei lo abbia tradito, Dearie cerca di disfarsi del cadavere ricorrendo all'aiuto di una vicina e di una cuoca. Mentre, di notte, trascinano il corpo giù dalle scale per portarlo in campagna, i gradini scricchiolanti svegliano Fred. La polizia ritrova il cadavere, mentre, sotto il divano, il sospettoso Fred trova il cappello di Winfield. Lui, allora, apre un baule che appartiene alla moglie, trovando all'interno degli abiti che le erano stato regalati da Winfield. Furioso, Fred abbatte con un'ascia la porta dell'armadio nel quale si nasconde la spaventatissima Dearie. La donna riesce a convincere il marito che aveva tenuto i vestiti per farsi ammirare da lui e che Winfield è morto di infarto. Alla fine, Fred perdona la moglie e i due si riconciliano.

## Produzione
Il film fu prodotto dalla Universal Film Manufacturing Company con il titolo di lavorazione Dearie.

## Distribuzione
Il copyright del film, richiesto dalla Universal Film Mfg. Co., Inc., fu registrato il 24 gennaio 1919 con il numero LP13315.
Distribuito dalla Universal Film Manufacturing Company e presentato da Carl Laemmle, il film uscì nelle sale cinematografiche statunitensi il 10 febbraio 1919. In Francia fu distribuito il 27 febbraio 1920 con il titolo Les Marches qui craquent.
Distribuito in Italia nel 1922 dalla Transatlantic, il film ottenne il visto di censura numero 17301 in una versione ridotta. Come recita una nota del visto: Avvertesi che di questa pellicola esiste altra edizione della lunghezza di m. 1188 alla quale è stato negato il nulla osta. (ottobre 1922)
Non si conoscono copie ancora esistenti della pellicola che viene considerata presumibilmente perduta.